# Буена Виста
Буена Виста (на английски: Buena Vista) е град в окръг Чафи, щата Колорадо, САЩ. Буена Виста е с население от 2195 жители (2000) и обща площ от 8,9 km². Намира се на 2428 m надморска височина. ЗИП кодът му е 81211, а телефонният му код е 719.